# シャルル＝テオドール・フレール

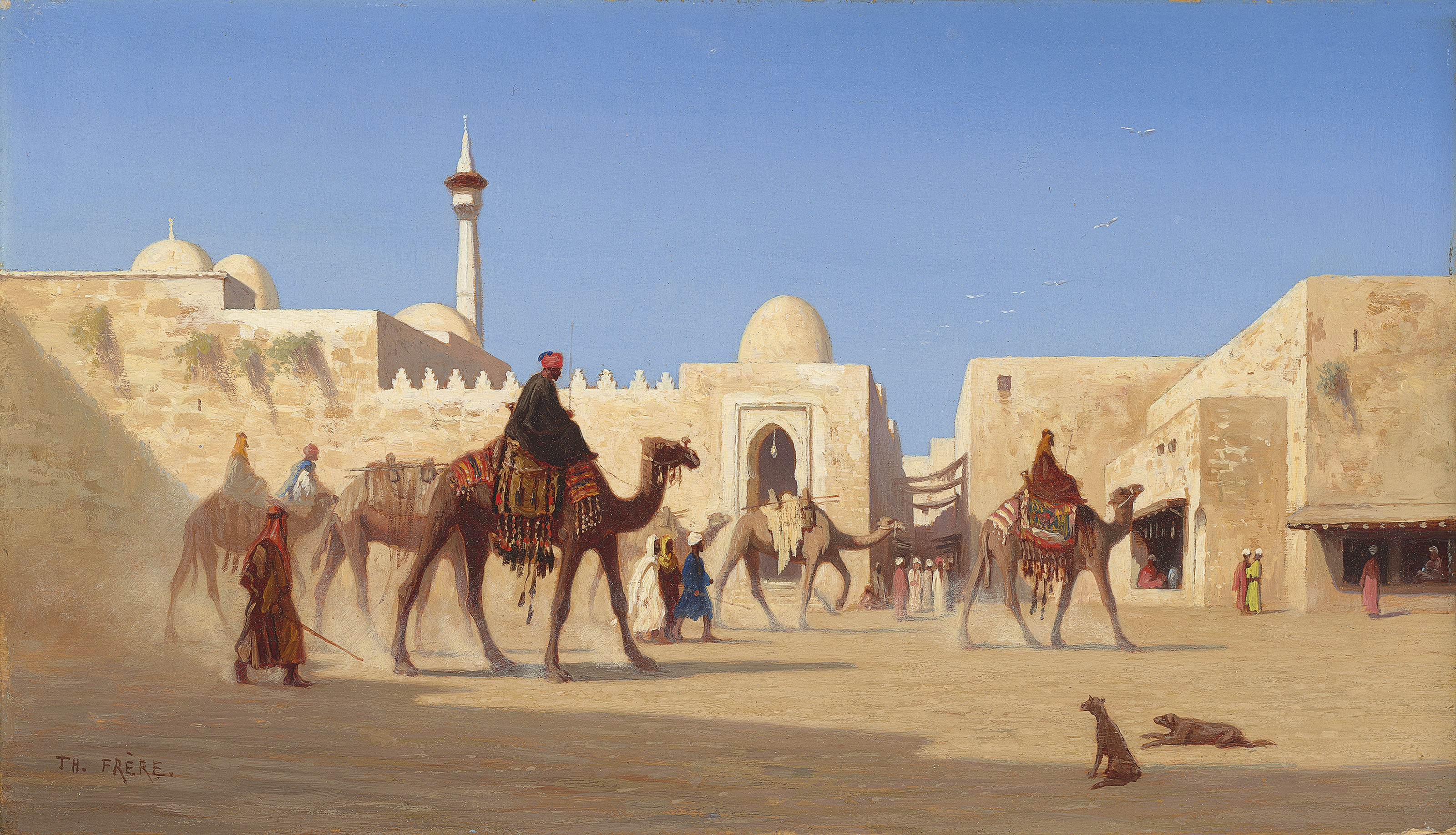
シャルル＝テオドール・フレール作「ベイルートの風景」

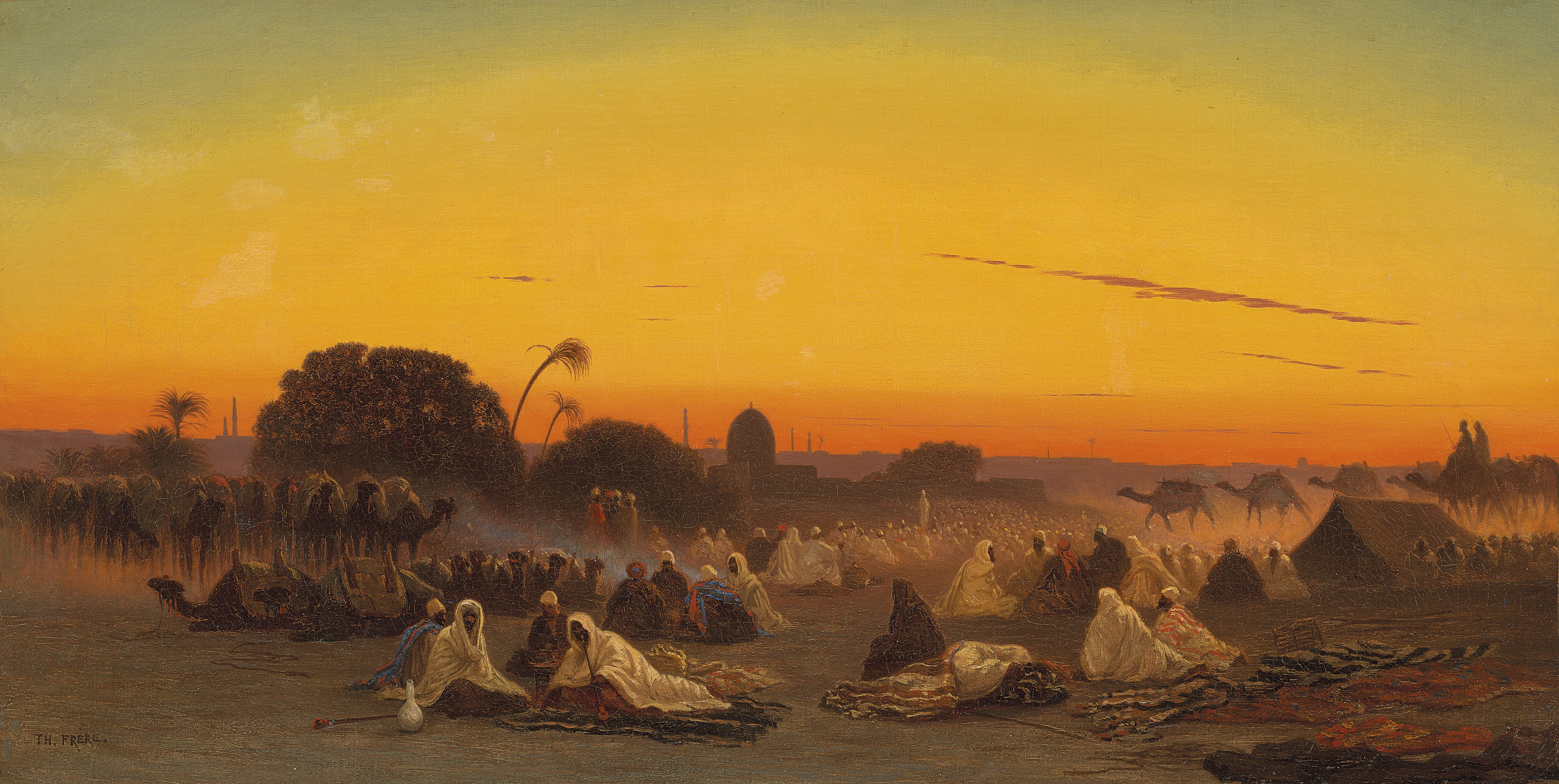
シャルル＝テオドール・フレール作ベドウィンの野営地

シャルル＝テオドール・フレール（Charles-Théodore Frère、1814年6月21日 - 1888年5月24日）はフランスの「オリエンタリズム」の画家である。

## 略歴
パリの楽譜出版業者の息子に生まれた。弟に風俗画を描いた画家のピエール＝エドゥアール・フレール(1819-1886)がいる。
風景画家のジュール・コワニエ(Jules Coignet)やロマン主義絵画」の画家、カミーユ・ロクプランに学んだ。アルザスやオーヴェルニュ、ノルマンディーなどを旅した。1834年にサロン・ド・パリに、ストラスブール周辺の風景画を出展した。
中東や北アフリカの風景に魅かれ、1836年に始めて、アルジェを訪れ、3年間滞在した。その間、1837年10月にフランス軍についてイスタンブールも訪れた。アルジェで描いた作品はヴュルテンベルク王国の国王ヴィルヘルム1世に買い上げられた。
1851年頃に地中海沿岸や中東を旅した。マルタやギリシャ、トルコを旅し、ベイルートやダマスカス、パルミラの風景を描いた。1853年にエジプトのカイロにアトリエを開き、エジプトの総督から「Bey」の尊称を許された。
1869年のスエズ運河の開通式典に参列するフランス皇帝ナポレオン3世の皇后、ウジェニー・ド・モンティジョにナルシス・ベルシェール、ウジェーヌ・フロマンタン、ジャン＝レオン・ジェローム、シャルル・ド・トゥルヌミーヌといったオリエンタリズムの画家たちとともに随行した。皇后から水彩画の注文を受けたが、普仏戦争とその後、帝政が終わったことで、皇后に作品が渡されることはなかった。
1888年にパリで死去した。

## 作品

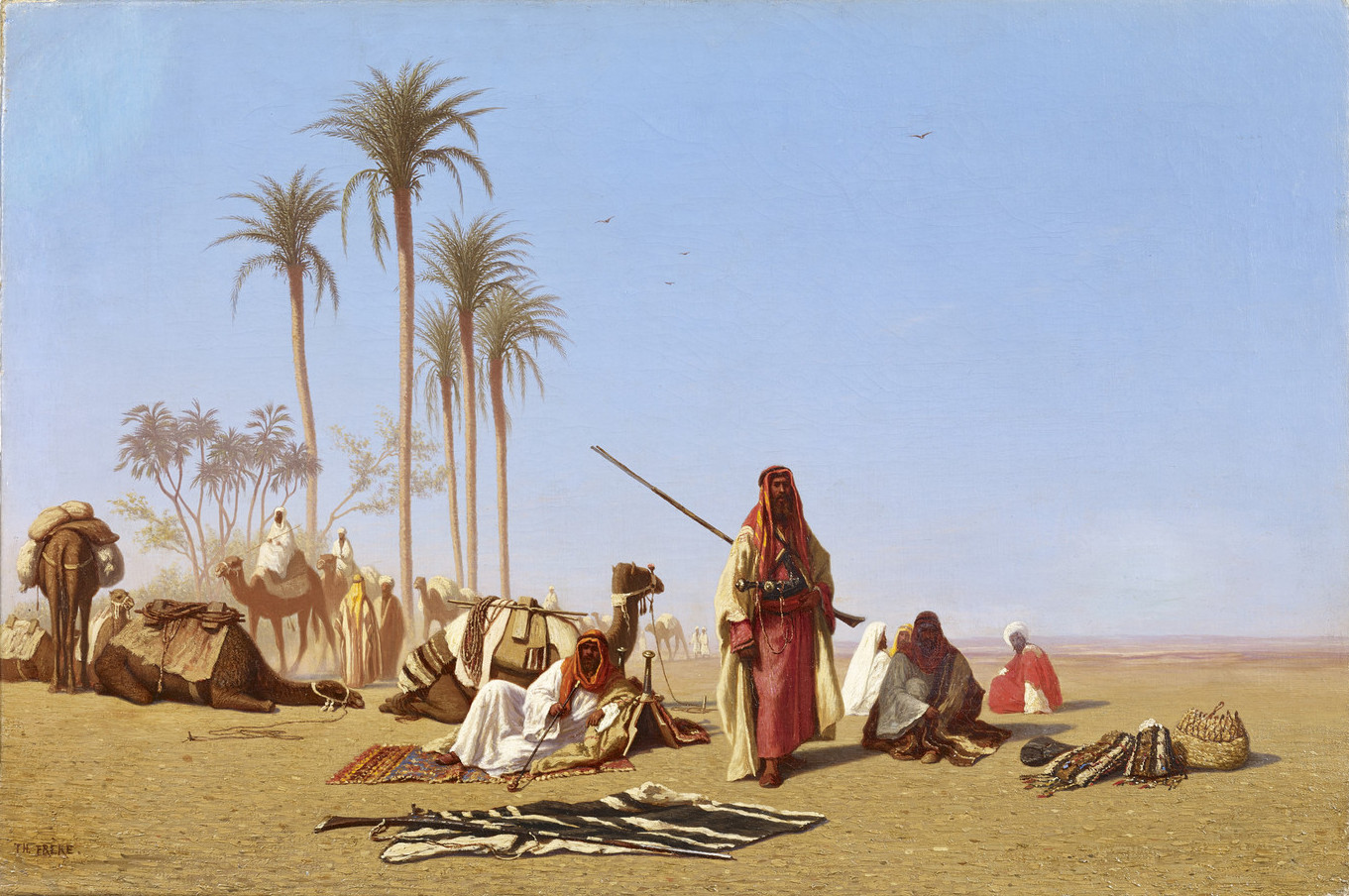
隊商の休息
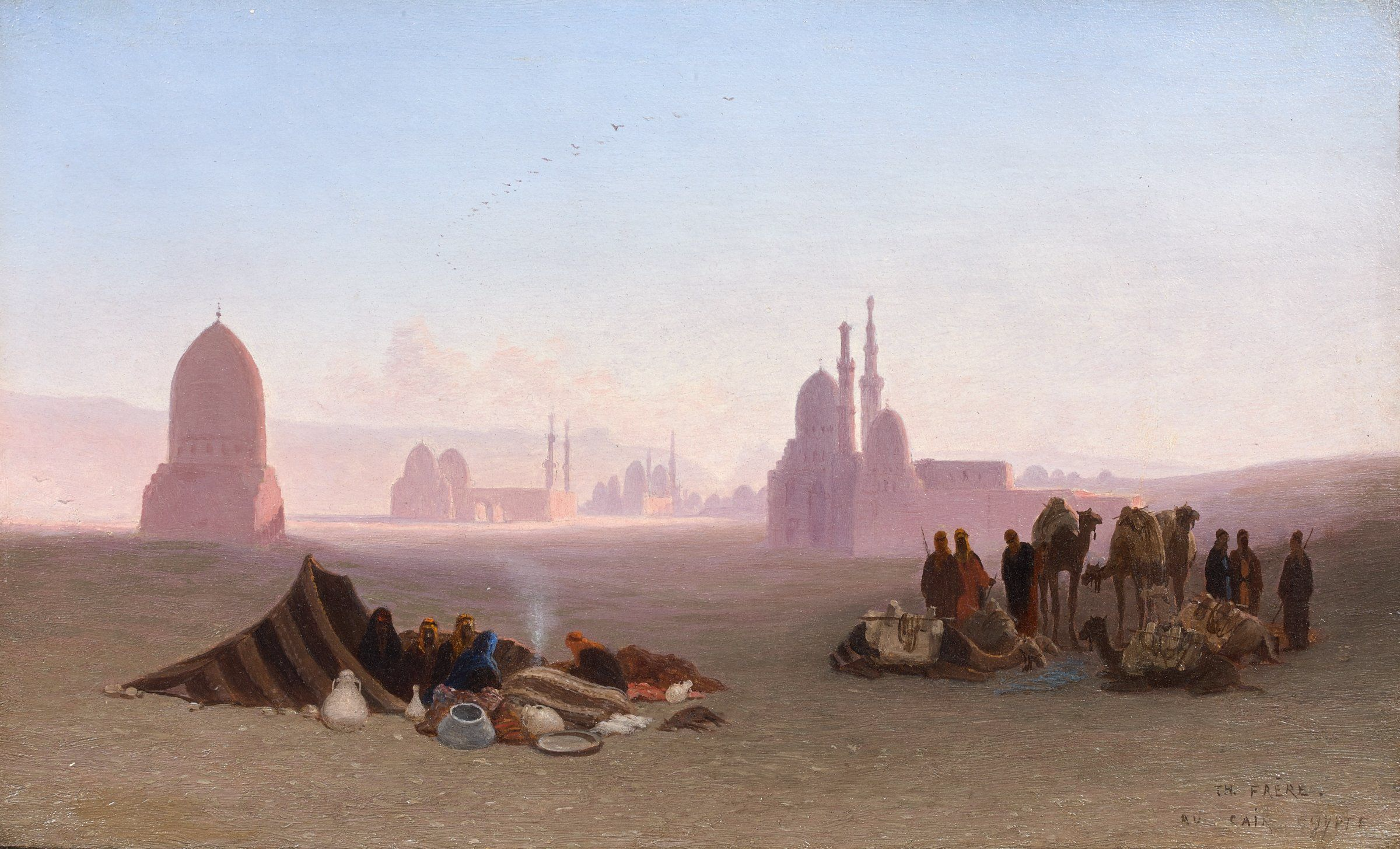
カイロの風景